# 人人暢道通行
人人暢道通行（英語：Universally Acessible）是香港特別行政區第四屆政府所推行的一項有關無障礙通道的政策。

## 簡介
香港特區政府於2012年8月21日公佈此政策，建議於全香港約230個地點加建升降機和斜道等無障礙設施。政府改變以往向立法會申請撥款的方法，改以「專用款項」方式向香港立法會財務委員會申請撥款，估計於2012及2013年會動用約1億港元的專用款項，並在其後數年遞增至每年超過十億港元。
政府於2012年8月21日起至10月31日期間，邀請市民向路政署提出意見，亦歡迎市民就港鐵、領展及其他私人機構管理的物業，提出加裝設施的建議。

## 外部連結
- 路政署網頁：上落無障礙　出入更自在 （页面存档备份，存于）